# Abu Chama Chihab al-Din Abu al-Qasim abd al-Rahman
 (février 2018).
Si vous disposez d'ouvrages ou d'articles de référence ou si vous connaissez des sites web de qualité traitant du thème abordé ici, merci de compléter l'article en donnant les références utiles à sa vérifiabilité et en les liant à la section « Notes et références ».
Abu Chama Chihab al-Din Abu al-Qasim abd al-Rahman (Damas 1203 - Damas 1268) était un historien syrien du XIIIe siècle.

## Biographie
Chihab al-Din Abu Chama écrivit Le Livre des deux jardins qui raconte l'histoire de Nur ad-Din et celle de Saladin, texte important pour la connaissance des croisades. Son livre le plus souvent cité sur la vie des souverains fatimides est le « kachf ma kana 'alayhi Banu 'Ubayd min ak kufr » (L'Impiété des Banu 'Ubayd).
Le texte du Livre des deux jardins a été reproduit (et traduit) dans le tome 4 (1898) et le tome 5 (1906) du Recueil des historiens des croisades. par A.C. Barbier de Meynard.